# EG (revue)
Pour les articles homonymes, voir EG.
EG (initiales de end game : finale) est une revue internationale en anglais consacrée exclusivement aux études d'échecs.
Elle fut fondée en 1965 par John Roycroft, un compositeur d'études d'échecs, qui édita les 102 premiers numéros, jusqu'en 1991. Depuis, la compagnie néerlandaise ARVES publie la revue, Roycroft en restant le rédacteur en chef pendant quelque temps. Le rédacteur en chef actuel est Harold van der Heijden.